# Anton Mauve
Anton Mauve, celým jménem Anthonij Rudolf Mauve (18. září 1838 – 5. února 1888), byl nizozemský realistický malíř, který byl vedoucím členem Haagské školy. Své obrazy podepisoval „A. Mauve“ nebo „A.M.“. Mistr kolorista, měl velice významný vliv na svého bratrance Vincenta van Gogha.
Většina z Mauvových prací líčí lidi a zvířata ve venkovním prostředí. V jeho Ranní jízdě v Rijksmuseum jsou například módní jezdci u mořského pobřeží na koních. V jeho práci je znatelný realismus, což potvrdil netradičními detaily, jako je například koňský trus v popředí. Jeho nejznámější obrazy líčí rolníky pracující na polích. Jeho obrazy se stády ovcí byly obzvláště oblíbené mezi americkými patrony.